# Република Македонија на Зимским олимпијским играма 1998.
Република Македонија је учествовала је први пут као самостална држава, на Зимским олимпијским играма 1998. у Нагану.
Македонија је учествовала у два спорта односно три дисциплине. У алпском скијању учествовали су у велеслалому (мушка и женска конкуренција) а у скијашком трчању на 10 км слободним стилом и нису освојили ниједну медаљу.
Најмлађи такмичар у екипи Македоније била је алпска скијашица Јана Николовска са 18 година и 162 дана, а најстарији скијашки тркач Ђоко Динески са 25 година и 147 дана.', који је носио заставу Македоније на свечаном отварању.
Најуспешнији такмичар била је Јана Николовска који је у дисциплини велеслалом заузела 33. место.

## Учесници по спортовима
| Спорт           | Мушкарци | Жене | Укупно |
| --------------- | -------- | ---- | ------ |
| Алпско скијање  | 1        | 1    | 2      |
| Скијашко трчање | 1        | 0    | 1      |
| Укупно(2)       | 2        | 1    | 3      |

## Алпско скијање

### Мушкарци
| Тачмичар               | Дисциплина | Резултати    | Резултати    | Резултати | Резултати    | Резултати |
| Тачмичар               | Дисциплина | 1. трка      | 2. трка      | Укупно    | Пласман      |           |
| ---------------------- | ---------- | ------------ | ------------ | --------- | ------------ | --------- |
| Александар Стојановски | Велеслалом | 1:31,83 (45) | 1:29,34 (36) | 3:01,17   | 36 / 36 (62) |           |

### Жене
| Тачмичарка      | Дисциплина | Резултати    | Резултати    | Резултати | Резултати    | Резултати |
| Тачмичарка      | Дисциплина | 1. трка      | 2. трка      | Укупно    | Пласман      |           |
| --------------- | ---------- | ------------ | ------------ | --------- | ------------ | --------- |
| Јана Николовска | Велеслалом | 1:38,14 (35) | 1:51,83 (33) | 3:29,97   | 33 / 34 (56) |           |

## Скијашко трчање

### Мушкарци
| Име          | Дисциплина     | Резултат | Резултат  | Резултат            |
| Име          | Дисциплина     | Време    | Заостатак | Пласман/ учес.(ук.) |
| ------------ | -------------- | -------- | --------- | ------------------- |
| Ђоко Динески | 10 км слободно | 39:39,3  | 12:14,8   | 91 /92 (97)         |